# Tetris 99
Tetris99 (укр. Тетріс99) — безкоштовна онлайн версія всім відомої гри — тетріс, розроблена студією Arika та видана компанією Nintendo для Nintendo Switch в лютому 2019 року. У Tetris 99, 99 гравців одночасно змагаються за заповнення порожніх рядків падаючими тетраміно з метою вибити ворога з гри.

## Геймплей
Tetris 99 це багатокористувацька гра-головоломка, жанру королівська битва, в якій 99 гравців змагаються між собою, ставлячи собі за ціль залишитися останнім на полі. Наслідуючи традиції оригіналу, гравець мусить встановлювати та перевертати цеглинки різних форм, знані як тетраміно. Гравець може очищати поле, збираючи лінії з цеглинок, в той же час, гравець програє, якщо тетраміно торкається верхньої межі поля гри. Гра дотримується правил, заданих оригіналом, таким чином, гравець може зберегти собі тетраміно та замінити його на інше в будь-який момент гри. Очищуючи поле від цеглинок, гравець може відправити своєму опоненту «сміття», яке з'явиться безпосередньо на ігровій дошці суперника, що завадить йому продовжити нормально збирати ряди із тетраміно. Зібравши певні комбінації, гравець може відправити значно більше сміття своєму супротивнику.
На задньому фоні зображені ігрові поля інших 98-ми гравців. Гравець може вибрати ціль самостійно, або залишити цей вибір за комп'ютером. Комп'ютер може вибирати противника на основі 4 критеріїв: випадковий противник, противник, який вибрав гравця як ціль, противник, який близький до програшу та противник, який має спеціальні значки. Гравець отримує значки за знищення супротивників з наявним «сміттям»(або сірими лініями), крім того, гравець отримує всі значки, які заробив «вбитий» опонент. Чим більшою кількістю значків володіє гравець — тим більше ліній «сміття» він може відправити супернику. В кінці гри гравець отримує досвід, який допомагає йому підвищити ігровий рівень. У грі періодично відбуваються спеціальні події. Одна з таких подій відбулася в березні 2019 року, впродовж цієї події гравці, які отримали найбільшу кількість перемог під час вихідних вигравали призи в рамках програми лояльності My Nintendo.

## Розробка
Tetris 99 була вперше представлена 13 лютого 2019 року на виставці Nintendo direct і стала доступна того ж дня. Вона безкоштовна виключно для підписників сервісу Nintendo Switch Online. Nintendo випустила фізичну версію гри 9 серпня 2019 року в Японії, 6 вересня 2019 року у Північній Америці та 20 вересня 2019 в Європі. Фізичне видання гри включає Big Block DLC та безкоштовну підписку на сервіс Nintendo Switch Online впродовж 12 місяців.

## Додаткова інформація
Після випуску Tetris 99 отримав «загалом сприятливі відгуки» згідно з агрегатором відгуків Metacritic. Газета The Telegraph заявила, що «гра жорстокіша за Fortnite» і «така ж захоплююча і нестримна, як і будь-яка гра на смерть».
Під час фінансового звіту, президент Nintendo Шунтаро Фурукава зазначив, що станом на квітень 2019 року в гру зіграло більше ніж 2.8 мільйона користувачів. Фурукава також зазначив, що гра збільшила кількість користувачів Nintendo Switch.
Олексій Пажитнов — творець оригінального тетрісу, заявив, що гра йому сподобалась і назвав її «одною з найкращих тетріс ігор останніх років».

### Нагороди
| Рік  | Нагорода                    | Категорія                                            | Результат | Прим.  |
| ---- | --------------------------- | ---------------------------------------------------- | --------- | ------ |
| 2019 | 2019 Golden Joystick Awards | Best Multiplayer Game                                | Номінація | [ 8 ]  |
| 2019 | 2019 Golden Joystick Awards | Nintendo Game of the Year                            | Номінація | [ 8 ]  |
| 2019 | Titanium Awards             | Best Family/Social Game                              | Номінація | [ 9 ]  |
| 2019 | The Game Awards 2019        | Best Multiplayer Game                                | Номінація | [ 10 ] |
| 2020 | New York Game Awards        | Central Park Children's Zoo Award for Best Kids Game | Номінація | [ 11 ] |
| 2020 | 23rd Annual D.I.C.E. Awards | Outstanding Achievement in Online Gameplay           | Номінація | [ 12 ] |
| 2020 | NAVGTR Awards               | Engineering                                          | Номінація | [ 13 ] |
| 2020 | NAVGTR Awards               | Gameplay Design, Franchise                           | Номінація | [ 13 ] |
| 2020 | NAVGTR Awards               | Game, Puzzle                                         | Номінація | [ 13 ] |

## Додаткові посилання
- Офіційний сайт
- Tetris вебсайт [Архівовано 21 жовтня 2020 у Wayback Machine.]